# Хунія
Хунія (рум. Hunia) — село у повіті Долж в Румунії. Входить до складу комуни Маглавіт.
Село розташоване на відстані 242 км на захід від Бухареста, 64 км на південний захід від Крайови.

## Населення
За даними перепису населення 2002 року у селі проживали 1718 осіб, усі — румуни. Усі жителі села рідною мовою назвали румунську.